# Ilattia tecta
Ilattia tecta là một loài bướm đêm trong họ Noctuidae.